# Velo de novia (telenovela de 1971)
Velo de novia es una telenovela mexicana producida por Ernesto Alonso para Telesistema Mexicano (hoy Televisa) en 1971. Protagonizada por Julissa y Andrés García, junto a Blanca Sánchez en la actuación antagónica. Es una historia original de la escritora brasileña Janete Clair, bajo la adaptación de Caridad Bravo Adams.  

## Sinopsis
Esta historia comienza con un matrimonio arreglado. Andrea es una novia prometida a Luciano, pero ella lo abandona cuando descubre que él tiene amoríos con su hermana Flor. Ella desesperada abandona a su familia y encuentra el verdadero amor en Marcelo, un competidor de autos de carreras. Pero lo involucran con Irene. Flor queda embarazada de Luciano, avergonzada le entrega su bebé a su hermana, que ahora está casada con Marcelo. Después de algunos años Flor consigue casarse también. Ella descubre que quedó estéril pero su marido desea un niño. Ella decide quitarle el niño a su hermana. Aquí comienza una lucha legal entre las dos hermanas por la custodia del niño. Entonces Luciano es asesinado, ¿pero por quién? Una historia conmovedora con el extremo de sorprender. 

## Reparto
- Julissa - Andrea
- Andrés García - Luciano Montesinos
- Blanca Sánchez - Irene
- María Teresa Rivas - Angélica vda. de Montesinos
- Julieta Bracho - Flor
- Anita Blanch - Elena
- July Furlong
- Dagoberto Rodríguez
- Miguel Manzano
- Héctor Bonilla - Sergio
- Sergio Jiménez
- Rafael Banquells
- Alicia Montoya - Carolina
- Luis Aragón
- Beatriz Sheridan
- Carlos Monden
- Fanny Schiller
- Pilar Pellicer - Martha

## Versiones
- Véu de Noiva: Telenovela brasileña de 1969, producida por Daniel Filho para Rede Globo. Fue protagonizada por Regina Duarte y Cláudio Marzo.
- Primera parte de Velo de novia: Telenovela mexicana del 2003, producida por Juan Osorio para Televisa. Fue protagonizada por Susana González y Eduardo Santamarina.